# TTC8

## وصف
TTC8‏ (Tetratricopeptide repeat domain 8) هوَ بروتين يُشَفر بواسطة جين TTC8 في الإنسان.